# Buena Vista (Virginia)
Buena Vista è una città indipendente dalle contee (independent city) degli Stati Uniti d'America nello Stato della Virginia. Conta poco più di 6 600 abitanti.